# Trogloctenus briali
Espèce
Trogloctenus briali est une espèce d'araignées aranéomorphes de la famille des Ctenidae.

## Distribution
Cette espèce est endémique de La Réunion. Elle se rencontre dans la grotte de la Tortue à Saint-Paul.

## Étymologie
Cette espèce est nommée en l'honneur de Pierre Brial de la Société d'études scientifiques des cavernes de La Réunion.

## Publication originale
- Ledoux, 2004 : Spiders of Reunion Island: I. Hahniidae, Ctenidae, Thomisidae and Clubionidae (Araneae). Revue Arachnologique, vol. 14, no 11, p. 159-191.